# Red Bank (Nova Jérsei)
Red Bank é um distrito localizado no estado americano de Nova Jérsei, no Condado de Monmouth.

## Demografia
Segundo o censo americano de 2000, a sua população era de 11.844 habitantes.
Em 2006, foi estimada uma população de 11.850, um aumento de 6 (0.1%).

## Geografia
De acordo com o United States Census Bureau tem uma área de
5,6 km², dos quais 4,6 km² cobertos por terra e 1,0 km² cobertos por água.

## Localidades na vizinhança
O diagrama seguinte representa as localidades num raio de 8 km ao redor de Red Bank.